# San Francisco del Mar Viejo
San Francisco del Mar Viejo är en ort i Mexiko.   Den ligger i kommunen San Francisco del Mar och delstaten Oaxaca, i den sydöstra delen av landet, 600 km sydost om huvudstaden Mexico City. San Francisco del Mar Viejo ligger 8 meter över havet och antalet invånare är 4 033.
Terrängen runt San Francisco del Mar Viejo är mycket platt.